# Logică cuantică
Logica cuantică este un operator algebric utilizat pentru construirea și manipularea combinațiilor logice ale evenimentelor din mecanica cuantică. Domeniul de studiu și numele sunt originare dintr-o lucrare din 1936 a lui Garrett Birkhoff și John von Neumann, care încercau să reconcilieze unele dintre aparentele inconsistențe dintre logica clasică booleană și observațiile referitoare la mecanica cuantică. Numele de "logică cuantică" provine dintr-o analogie formală dintre laticea Hilbert LH și laticea booleană LC a logicii clasice. Mai mult, elementele laticei LH, subspațiile spațiului Hilbert corespund operatorilor de proiectare, i.e. proprietăților observabile cu două valori (proprii) 0 și 1. Din această cauză le sunt asociate propoziții cu valoare de adevăr. Dacă proprietatea în cauză aparține sistemului cuantic atunci propoziției asociate îi corespunde valoarea de adevăr 1, iar dacă proprietatea contrară aparține atunci propoziției îi corespunde 0.
În mecanica cuantă, logica cuantică este un set de reguli pentru a da sens propozițiilor care exprimă principiile teoriei cuantice. Această zonă de căutare și numele ei au apărut pentru prima dată în 1936 într-un ziar,articolul fiind scris de Garrett Birkhoff și John von Neumann, care intenționau să scoată la suprafață inconsecvența logicii cu privire la măsurarea variabilelor complementare în mecanica cuantică, cum ar fi poziția și impulsul.
Logica cuantica poate fi interpretată după modificarea versiunii propoziției logice, dar, de asemenea, aceasta poate fi necomutativă și neasociativă cu mai multe valori logice. Logica cuantică are proprietăți distincte față de logica obisnuită, mai ales eșecul legii distributive a unei propoziții logice.
p și (q sau r)=(p și q) sau (p și r), unde simbolurile p, q și r sunt variabile ale propoziției. Pentru a demonstra de ce legea distributății a eșuat, să considerăm o particulă pe o linie: p = particula are impulsuri în intervalul [0,+1/6] q = particula este în intervalul [-1,1] r = particula este în intervalul [1,3] Luând niște sisteme unitare unde reducerea constantei lui Planck este 1, putem observa faptul: p și (q sau r) = Adevărat
	Cu alte cuvinte, impulsul particulei se află în intervaluk [0,+1/6] și poziția sa este în intervalul [-1,+3]. Pe altă parte, propozițiile "p si q" si "p si r" sunt false, deoarece acestea confirmă mai multe restricții a unor valori simultane de poziții, iar impulsul este apoi aprobat de incertitatea principiului (fiecare are o incertitate de 1/3, ceea ce înseamnă că aceasta este mai mică decât minimul de 1/2, deci: (p și q) sau (p și r) = FALS, astfel legea distributății eșuează.
		Logica cuantică a fost propusă ca logică corectă pentru deducțiile propoziționale generale, mai ales de filozoful Hilary Putnam, de cel putin o dată în cariera sa.

## Descriere
Laticea LQ este descrisă de următoarele proprități : LQ(1)
A ≤ A
A ≤ B, B ≤ C ⇒ A ≤ C
A ≤ B, B ≤ A ⇒ A = B
Relativ la implicație "≤" LQ este o mulțime parțial ordonată (poset). A treia lege definește relația de echivalență "=".
LQ(2)
A ∧ B ≤ A
A ∧ B ≤ B
C ≤ A, C ≤ B ⇒ C ≤ A ∧ B
LQ(3)
A ≤ A ∨ B
B ≤ A ∨ B
A ≤ C, B ≤ C ⇒ A ∨ B ≤ C
Din LQ(2) și LQ(3) rezultă că LQ este o latice.
LQ(4)
Λ ≤ A, A ≤ V pentru toți A ∈ LQ
A∧ ¬A ≤ Λ
A = ¬(¬A)
A ≤ B ⇒ ¬B ≤ ¬A, unde Λ desemnează elementul 0, iar V elementul unitate.
Dacă într-o latice cu un element zero Λ și un element unitate V este definit un automorfism A → ¬A care satisface LQ(4) atunci laticea se numește ortocomplementată.O latice ortocomplementată va fi denotată de LO.Propozițiile Λ și V definite aici sunt cea mai mică respectiv cea mai mare propoziție a lui LO relativ la implicație.De aici Λ (falsum) reprezintă propoziția falsă, iar V (verum) propoziția adevărată.Prin intermediul acestor propoziții speciale adevărul sau falsitatea unei propoziții pot fi exprimate prin :
V ≤ A (A este adevărată)
A≤ Λ (A este falsă).
LQ(5)
B ≤ A, C ≤ ¬A ⇒ A ∧ (B ∨ C) ≤ B (Ortomodularitate)
O latice ortocomplementată care îndeplinește legea LQ(5) este denumită ortomodulară și este denotată prin LQ.În laticea LQ un element α ≠Λ este numit atom dacă pentru oricare X ∈ LQ Λ ≤ X ≤ α implică sau X =Λ, sau X =α.
LQ(6)
Pentru fiecare element A ∈ LQ există un atom α așa încât α ≤ A.
O latice care verifică LQ(6) se numește atomică.
LQ(7)
Fie α ∈ LQ un atom.Pentru toate elementele A și X ale lui LQ A ≤ X ≤ A ∨ α implică X = A sau X = A ∨ α (legea de acoperire).
O latice care este atomică si îndeplinește legea de acoperire va fi denotată LQ* .

## Deosebiri față delogica booleană
În timp ce laticea booleană LC este distributivă, i.e. pentru fiecare A, B, C ∈ LC avem:
LC(5)
A ∧( B ∨ C ) ≤ ( A ∧ B ) ∨ ( A ∧ C )
Este evident că legea distributivității LC(5) este mai tare decât legea ortomodulară corespunzătoare LQ(5) deoarece în LQ* distributivitatea implică LQ(5) în timp ce reciproca nu este adevărată.
Pe LC putem defini un nou operator binar numit implicație materială prin legile: A ∧ ( A → B ) ≤ B (1) și A ∧ X ≤ B ⇒ X ≤ A → B (2).De aici A → B este cel mai mare element care satisface relația modus ponens A ∧ X ≤ B și este definit în mod unic (1) și (2) în LC.Elementul A → B poate fi exprimat și prin A → B = ¬ A ∨ B (3).Denumirea de "implicație materială" este justificată de faptul că propoziția A → B este adevărată dacă și numai dacă A ≤ B, V ≤ A → B ⇔ A ≤ B.
Existența implicației materiale este deseori considerată ca o proprietate inevitabilă a unei latici care permite o interpretare logică din moment ce orice inferență logică utilizează legea "modus ponens".În laticea ortomodulară LQ* un element A → B care îndeplinește (1) și (2) nu există.
Putem evita această problemă definind pe LQ operația → prin următoarele două legi : A ∧ ( A → B ) ≤ B (1*) și A ∧ X ≤ B ⇒¬ A ∨( A ∧ X )≤ A → B (2*).
Această "implicație cvasi-materială" îndeplinește relația modus ponens (1*) și este definită în mod unic pe LQ de (1*) și (2*).Pe LQ de (1*) elementul A → B poate fi exprimat și prin A → B = ¬ A ∨( A ∧ B ) (3*). Mai mult din (1*) și (2*) rezultă V ≤ A → B ⇔ A ≤ B, A → B este adevărată dacă și numai dacă A ≤ B.
Trebuie subliniat că condițiile (1*), (2*) și (3*) sunt relaxări ale condițiilor (1), (2) și respectiv (3) ce sunt satisfăcute într-o latice booleană LC.De fapt într-o latice ortocomplementată LO condițiile (1) și (2) le implică pe (1*) și (2*).În plus, pe LO implicația materială ¬ A ∨ B și implicația cvasi-materială ¬ A ∨( A ∧ B ) sunt legate de relația ¬ A ∨( A ∧ B )≤¬ A ∨ B iar pe o latice booleană LC distributivitatea implică ¬ A ∨( A ∧ B )≤ A ∨ B.
Mai importante pentru caracterizarea logicii cuantice sunt acele propoziții care sunt formal adevărate în logica clasică dar nu și în cea cuantică.Cea mai scurtă dintre ele și poate cea mai importantă este A → ( B → A ).Se poate demonstra că orice tautologie din logica cuantică este tautologie și în logica booleană, în schimb reciproca nu este adevărată.Există o infinitate de propoziții formal adevărate în logica clasică care nu sunt în logica cuantică.

## Concepte ale computabilității cuantice
Un calculator cuantic constă, la fel ca în cazul unui calculator clasic, din trei componente esențiale:
o memorie care reține starea curentă a mașinii
un procesor care efectuează operații elementare asupra stării mașinii
un sistem de intrare/ieșire care permite setarea stării ințiale și aflarea stării finale
În mod formal un calculator cuantic poate fi descris ca o mașină probabilistică M =( H, O, T, δ, β ) unde:
```
  H este spațiul stărilor al sistemului cuantic care se utilizează
  O este o mulțime de transformări unitare (deterministe)
  I este o mulțime de comenzi de măsurare (probabilistice)
  δ este operatorul de inițializare iar
  β descrie măsurătoarea finală.
```

Conceptul de calculator universal poate fi reprezentat prin mai multe modele echivalente corespunzătoare diferitelor abordări științifice.Dintr-un punct de vedere matematic un calculator universal este o mașină capabilă să calculeze funcții parțial recursive, din punct de vedere informatic cel mai folosit model este al mașinii Turing, dintr-o perspectivă tehnică este utilizat conceptul de circuit logic iar din perspectiva programării noțiunea de limbaj de programare universal este esențială.
Fiecare din aceste concepte clasice are un analog pentru calcululatorul cuantic
Echivalentul cuantic al funcțiilor parțial recursive sunt operatorii unitari.Așa cum fiecare problemă computațională clasică poate fi reformulată drept calcularea valorii unei funcții parțial recursive, fiecare calcul cuantic poate fi descris printr-un operator unitar.Descrierea matematică a unui operator este în mod inerent declarativă și poate fi tratat ca o cutie neagră.
În analogie cu o mașină Turing (TM) clasică mai multe tipuri de mașini Turing cuantice (QTM) au fost propuse ca model pentru un calculator cuantic universal.Descrierea completă a stărilor |S> ∈ H este dată de superpoziția stărilor bazelor |l,j,s> unde l∈ Zn este starea poziției de start, iar j∈ N este poziția de start și s=(. . . s-2s-1|s0s1s2 . . .) reprezentarea binară a conținutului bandei, s trebuie să conțină un număr finit de biți cu sm≠0 așa încât s∈ B* iar  H = Cn * I2 * B*.Analogul cuantic al funcției de tranziție al unei mașini Turing clasice probabilistice este operatorul unitar T care trebuie să îndeplinească condiții de localitate pentru banda respectivă cât și pentru capul de citire.
Circuitele cuantice sunt echivalentul cuantic al circuitelor booleene cu o singură diferență majoră : circuitele cuantice pot fi evaluate în ambele direcții.Sunt formate din porți elementare și opereaza pe cubiți.
În comparație cu rețelele clasice sunt impuse următoarele restricții:
Sunt permise numai rețele n la n, i.e. numărul total al intrărilor trebuie să coincidă cu numărul total al ieșirilor.
Sunt permise numai porți n la n.
Nu este permisă ramificarea inputului. Această restricție este direct legată de imposibilitatea copierii cubiților, i.e. nu există o operație unitară Copy |u>|0> → |u>|u> cu |u>∈ C2 care poate să transforme o stare generală a unui cubit într-un produs al stării respective cu ea însăși.
Nu sunt permise terminații.Din nou,aceasta din cauza că ștergerea unui cubit Erase|u>→ |0> cu |u>∈ C2 nu este o operație unitară.
Limbajele de programare cuantică folosesc un calculator cuantic Mq ca un oracol pentru o mașină clasică Mc permițând programelor cuantice să descrie algoritmi compleți și nu doar transformări unitare.

## Limbaje de programare cuantice
Din punctul de vedere al ingineriei software putem privi formalismul algebric ca un limbaj de specificare, descrierea matematică a algoritmilor cuantici este în mod inerent declarativă și nu asigură nici un mijloc de a deriva o unică descompunere în operații elementare pentr-un anumit sistem hardware cuantic.
Formalismele de nivel jos precum circuitele cuantice în schimb sunt de obicei restricționate la anumite cerințe specifice precum descrierea transformărilor unitare și le lipsesc generalitatea de a exprima toate aspectele algoritmilor neclasici.
Scopul limbajelor de programare este în consecință dublu permițând exprimarea semanticii computaționale într-o manieră abstractă precum și generarea automată a unei secvențe de operații elementare.Orice limbaj de programare cuantic (QPL) util trebuie să fie  :
- constructiv
- indepedent de platformă
- să asigure nivele de abstractizare
- să integreze caracteristicile neclasice la un nivel semantic

În timp ce primele trei specificații se aplică în egală măsură și pentru limbajele de programare tradiționale, QPL trebuie să reflecte particularitățile calcului cuantic:
- reversabilitatea operațiilor unitare
- non-localitatea cubiților
- non-observabilitatea stărilor
- natura destructivă a măsurătorii
- lipsa unei operații de ștergere